# شهرستان تابونسکی
شهرستان تابونسکی (به لاتین: Tabunsky District) یک منطقهٔ مسکونی در روسیه است که در سرزمین آلتای واقع شده‌است.